# ZMYND19
ZMYND19 (англ. Zinc finger MYND-type containing 19) – білок, який кодується однойменним геном, розташованим у людей на 9-й хромосомі. Довжина поліпептидного ланцюга білка становить 227 амінокислот, а молекулярна маса — 26 433.
| 10         |  | 20         |  | 30         |  | 40         |  | 50         |
| ---------- |  | ---------- |  | ---------- |  | ---------- |  | ---------- |
| MTDFKLGIVR |  | LGRVAGKTKY |  | TLIDEQDIPL |  | VESYSFEARM |  | EVDADGNGAK |
| IFAYAFDKNR |  | GRGSGRLLHE |  | LLWERHRGGV |  | APGFQVVHLN |  | AVTVDNRLDN |
| LQLVPWGWRP |  | KAEETSSKQR |  | EQSLYWLAIQ |  | QLPTDPIEEQ |  | FPVLNVTRYY |
| NANGDVVEEE |  | ENSCTYYECH |  | YPPCTVIEKQ |  | LREFNICGRC |  | QVARYCGSQC |
| QQKDWPAHKK |  | HCRERKRPFQ |  | HELEPER    |  |            |  |            |

A: Аланін

C: Цистеїн

D: Аспарагінова кислота

E: Глутамінова кислота

F: Фенілаланін

G: Гліцин

H: Гістидин

I: Ізолейцин

K: Лізин

L: Лейцин

M: Метіонін

N: Аспарагін

P: Пролін

Q: Глутамін

R: Аргінін

S: Серин

T: Треонін

V: Валін

W: Триптофан

Білок має сайт для зв'язування з іонами металів, іоном цинку. 
Локалізований у клітинній мембрані, цитоплазмі, мембрані.